# Szkoła Podoficerska Łączności WOP
Szkoła Podoficerska Łączności WOP – oddział szkoleniowy Wojsk Ochrony Pogranicza.

## Formowanie i zmiany organizacyjne
W 1952 roku w Braniewie sformowano Szkołę Podoficerską Łączności WOP o stanie etatowym 474 wojskowych.
24 lipca 1958 roku szkołę przeniesiono do Zgorzelca. W 1961 roku dowództwo posiadało kryptonim Peron.
Szkołę istniejącą według etatu 348/31 rozformowano do 15 kwietnia 1968 roku. Braki kadrowe WOP w tym zakresie miało uzupełniać MON. Obiekty koszarowe przekazano batalionowi specjalnemu łączności MON.

## Sztandar szkoły
W 1962 roku społeczeństwo Zgorzelca ufundowało sztandar szkole. Aktu wręczenia dokonał 10 czerwca 1962 roku dowódca WOP gen. bryg. Eugeniusz Dostojewski. Przyjął komendant szkoły, mjr Roman Jarecki. W 1968 roku sztandar został przekazany do Muzeum Wojska Polskiego w Warszawie. Na lewej stronie płatu sztandaru, w lewym górnym rogu znajduje się herb Zgorzelca, a w prawym górnym rogu, na tarczy herbowej czterowierszowy napis: "Społeczeństwo Ziemi Zgorzeleckiej 10.VI.1962".

## Komendanci szkoły
- mjr Józef Grabowski do 1.10.1953
- mjr Stanisław Luczyński - do 01.1955
- kpt. Michał Małaszyński - do 01.1956
- ppłk Mieczysław Piotrowski - do 1958
- płk Tadeusz Demczuk - do 1959
- płk Józef Grabowski - do 1961
- ppłk Roman Jarecki - do rozformowania